# Han Hong
Han Hong (Shigatse, 26 september 1971) is een vooraanstaand Chinese zangeres van Tibetaanse oorsprong. Ze zingt folkloristische popmuziek in het Standaardmandarijn.
Ze heeft een groot stembereik en gebruikt Tibetaanse chanten in haar muziek. Haar moeder was ook een bekende Tibetaanse zangeres. Ze deed grote solooptredens in Peking (2003) en Shanghai (2005). In 2003 won zijn de twee prestigieuze Chinese eerste prijzen (最受歡迎女歌手 en 最佳女歌手). Voor de Olympische Zomerspelen 2008 in Peking zong ze mee in alle olympische Chinese liedjes. Ze was onder andere op de sluitingsceremonie Olympische Zomerspelen 2008.